# Iho-dong
Iho-dong (koreanska: 이호동) är en stadsdel i staden Jeju i provinsen Jeju i den södra delen av Sydkorea, 500 km söder om huvudstaden Seoul. Iho-dong ligger på norra delen av ön Jeju. 